# Дежорж, Шарль
Шарль Жан Мари Дежорж (фр. Charles Degeorge; 31 марта 1837, Лион — 2 ноября 1888, Париж) — французский скульптор и медальер. 

## Биография
Уроженец Лиона, Шарль Дежорж учился в Лионской школе изящных искусств с 1853 по 1855 год. Затем он отправился в Париж, где в 1858 году был принят в Парижскую школу изящных искусств. Там он совершенствовал своё мастерство под руководством  Франциска Дюре, Ипполита Фландрена, Франсуа Жуффруа и Феликса Шабо.
В 1866 году Шарль Дежорж получил Римскую премию (1-е место в номинации «скульптура»). Эта премия была получена за исполнение медалей, и в дальнейшем Дежорж был широко известен, в первую очередь, именно как медальер. 
Шарль Дежорж занимался созданием медалей на протяжении всей своей карьеры, и регулярно выставлял их на Парижском салоне начиная с 1864 года. 
За свои многочисленные медали он получил награду второй степени Парижского Салона в 1872 году, первой степени в 1875 году и медаль второй степени на Всемирной выставке 1878 года в Париже.
Наряду с медалями, Дежорж создал большое количество бюстов, среди которых были: бюст востоковеда Станисласа Жюльена (1874 год, по заказу французского Министерства народного просвещения, изящных искусств и культов); бюст художника, друга Дежоржа, Анри Реньо (бюст венчает памятник Реньо работы Анри Шапю);  мраморный бюст Жюля Кларети (был выставлен на Салоне 1884 года), и другие. 
Создал Дежорж и несколько скульптур, среди которых выделялись: скульптурная группа на одном из фасадов Национальной библиотеки Франции, и четыре статуи выдающихся деятелей искусства — уроженцев Лиона (Филибера Делорма, Жерара Одрана, Гийома Кусту и Ипполита Фландрена), украсившие фонтан на лионской площади Якобинцев. 
Однако, главной работой Дежоржа обычно считается скульптура «Юность Аристотеля» («La Jeunesse d'Aristote», 1875, мрамор), которую можно увидеть в экспозиции парижского музея Орсе. Статуя мальчика, задумчивого и увлечённого наукой, известна широкой публике гораздо лучше других работ мастера, и часто включается в различные каталоги. 
Проживая в Париже, Дежорж поддерживал крепкую связь с родным Лионом, регулярно выставляясь на Лионском салоне с 1874 по 1882 год. В Париже Дежорж имел собственную мастерскую и учеников, но ни один из них, кажется, не достиг широкой известности.
Дежорж скончался в Париже и был похоронен на кладбище Пер-Лашез (92-й дивизион).

## Галерея

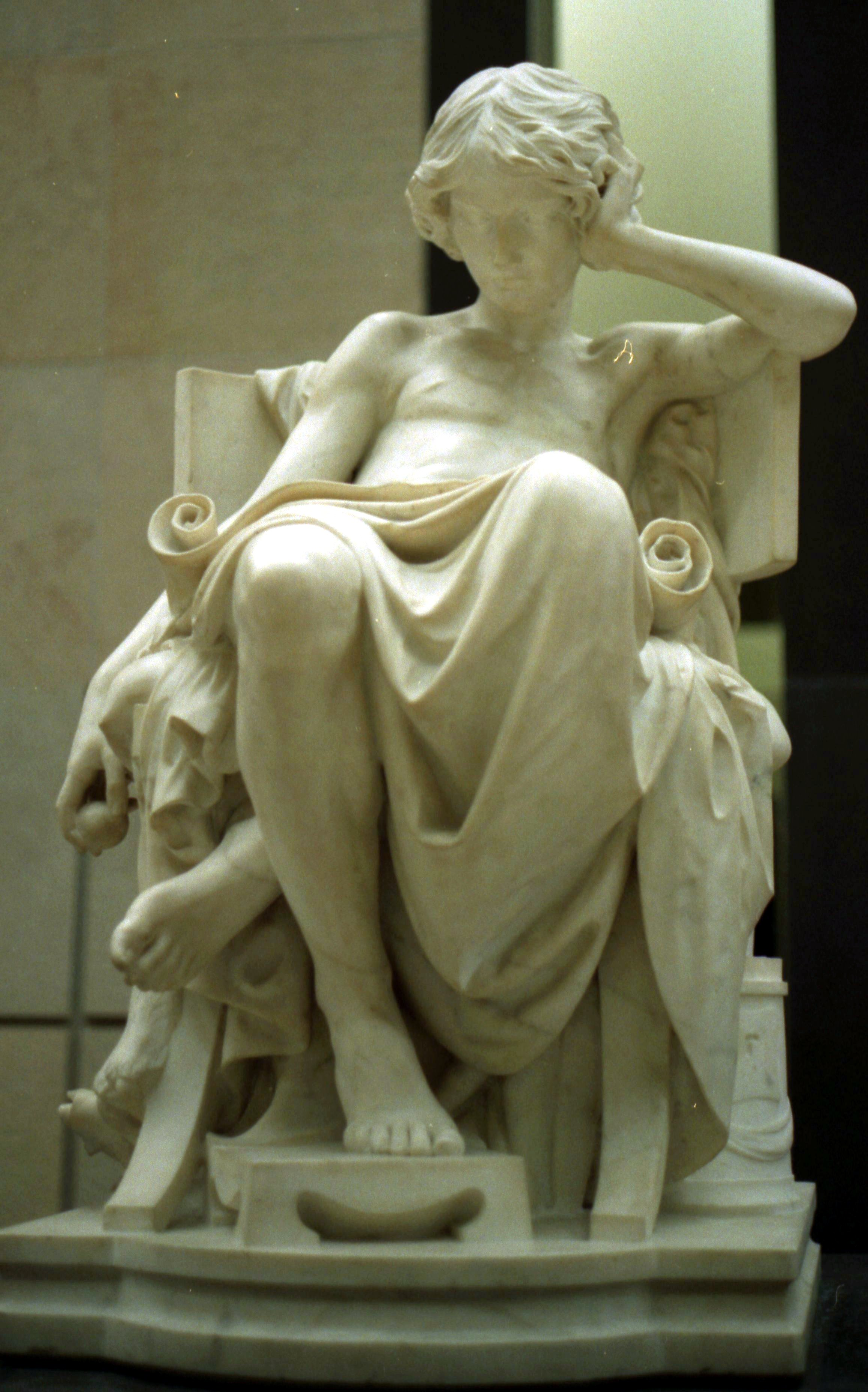
Юность Аристотеля. Мрамор, 1875. Париж, музей Орсе.
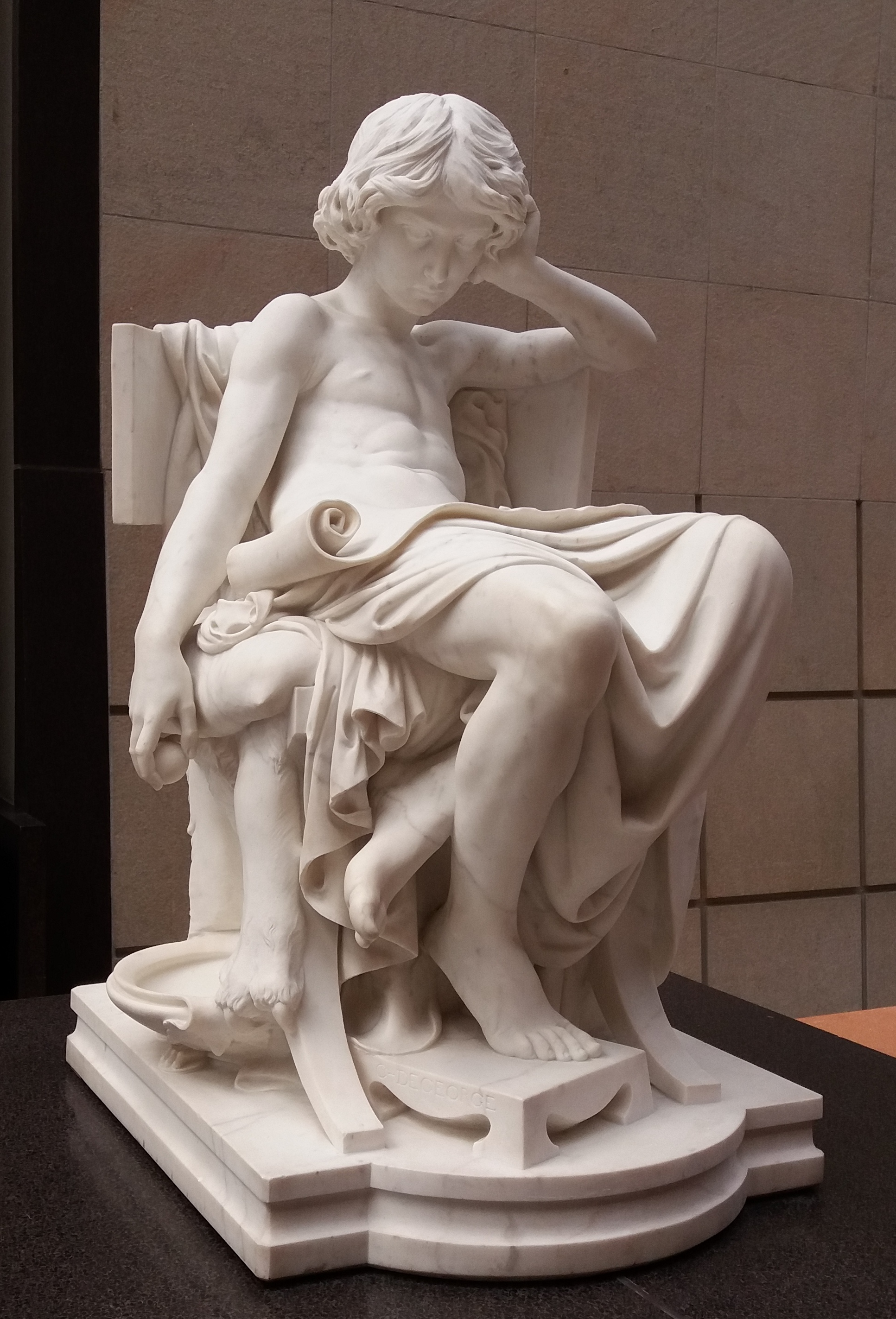
Та же статуя с другого ракурса.
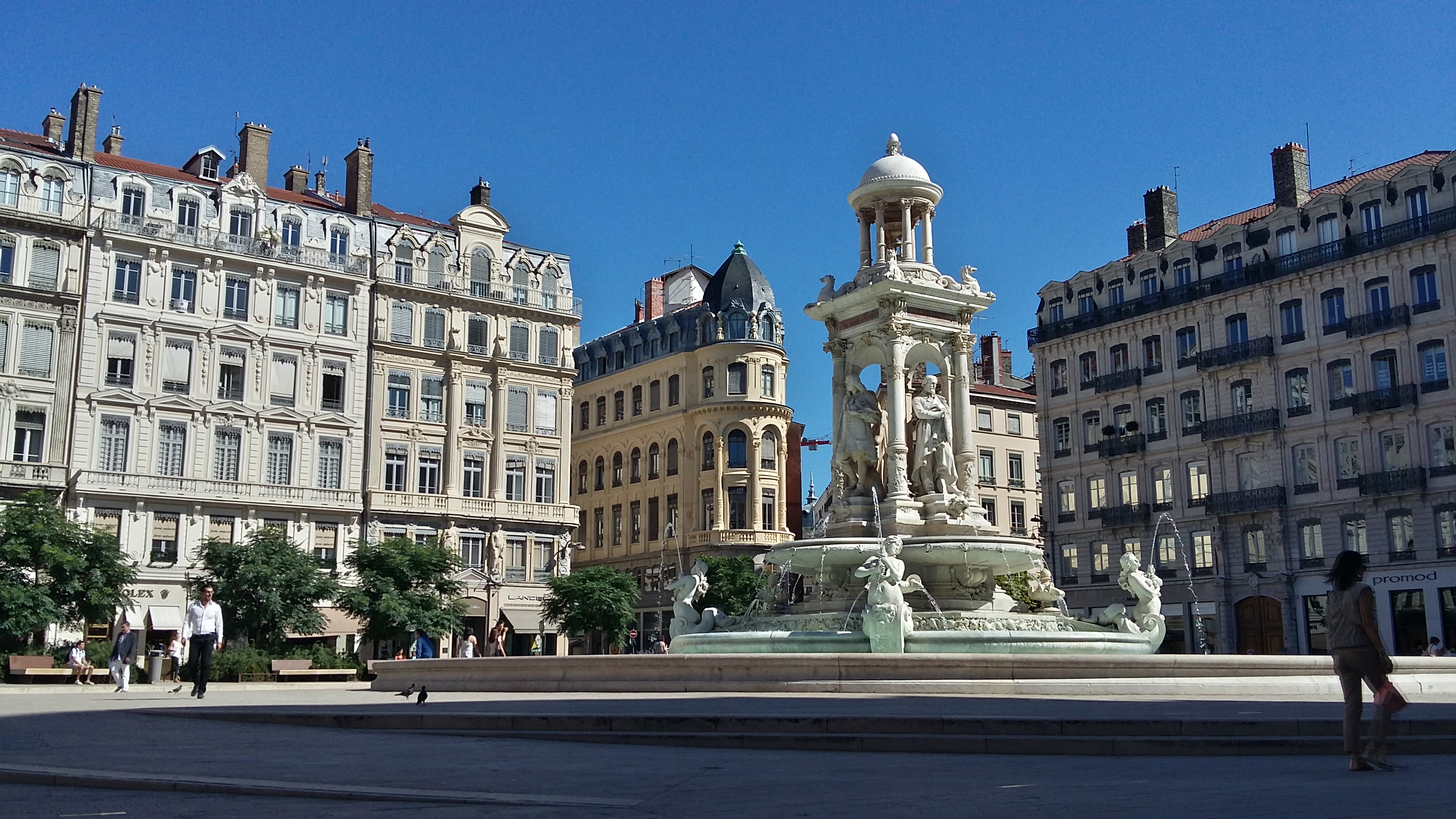
Фонтан на площади Якобинцев в Лионе.
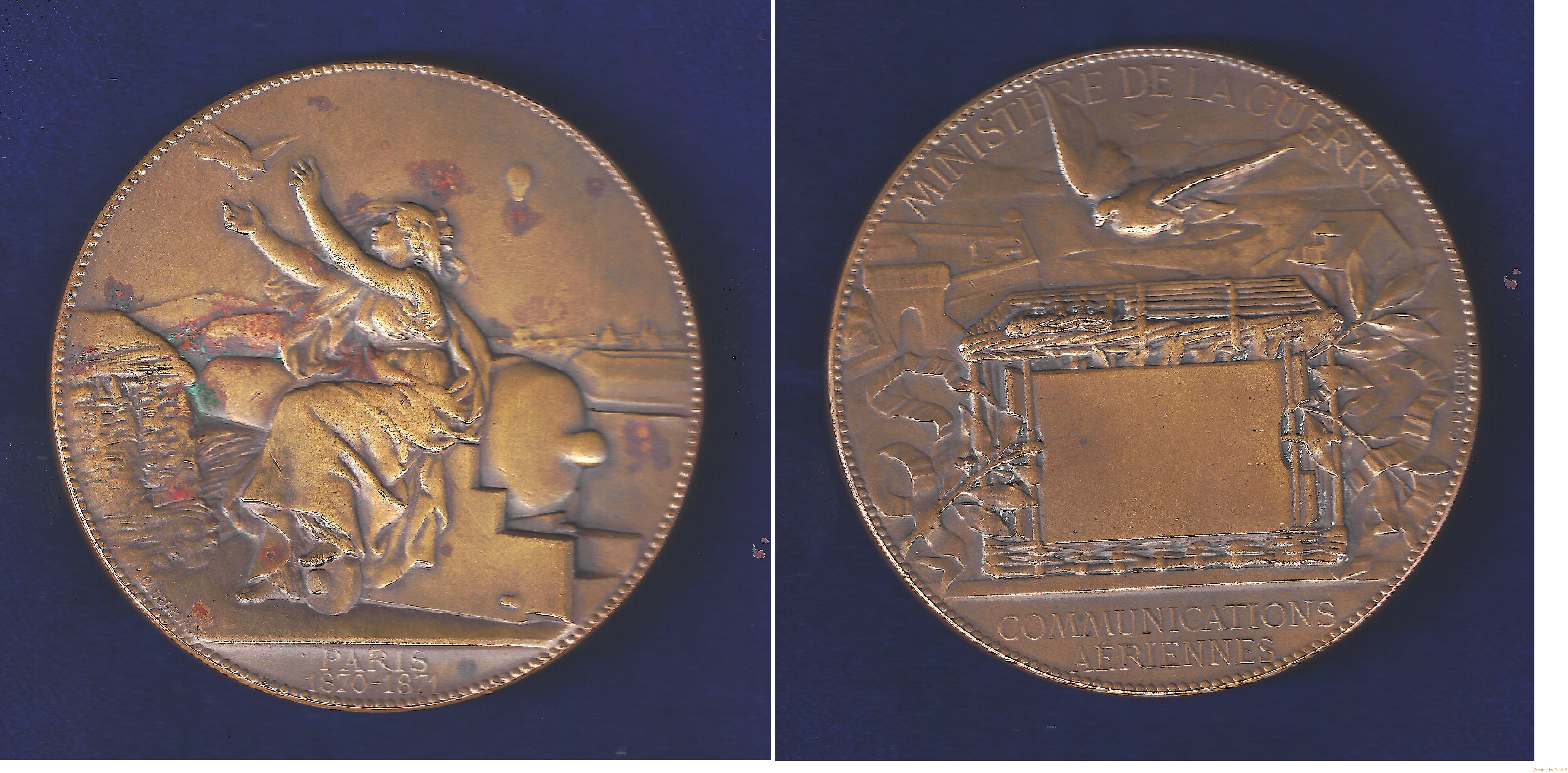
Пример медали.